# Garchy
Garchy ist eine französische Gemeinde mit 427 Einwohnern (Stand: 1. Januar 2022) im Département Nièvre in der Region Bourgogne-Franche-Comté. Sie gehört zum Arrondissement Cosne-Cours-sur-Loire und zum Kanton Pouilly-sur-Loire.

## Nachbargemeinden
Garchy liegt etwa 28 Kilometer nordnordwestlich von Nevers.
Nachbargemeinden von Garchy sind Saint-Quentin-sur-Nohain im Norden, Suilly-la-Tour im Norden und Nordosten, Vielmanay im Osten, Narcy im Süden und Südosten, Bulcy im Westen und Südwesten, Pouilly-sur-Loire im Westen sowie Saint-Andelain im Nordwesten.

## Bevölkerungsentwicklung
| Jahr                       | 1962 | 1968 | 1975 | 1982 | 1990 | 1999 | 2006 | 2011 | 2016 |
| Einwohner                  | 594  | 547  | 478  | 426  | 388  | 398  | 417  | 426  | 428  |
| Quellen: Cassini und INSEE |      |      |      |      |      |      |      |      |      |

## Sehenswürdigkeiten
- Kirche Saint-Martin aus dem 12. Jahrhundert, seit 1910 als Monument historique klassifiziert

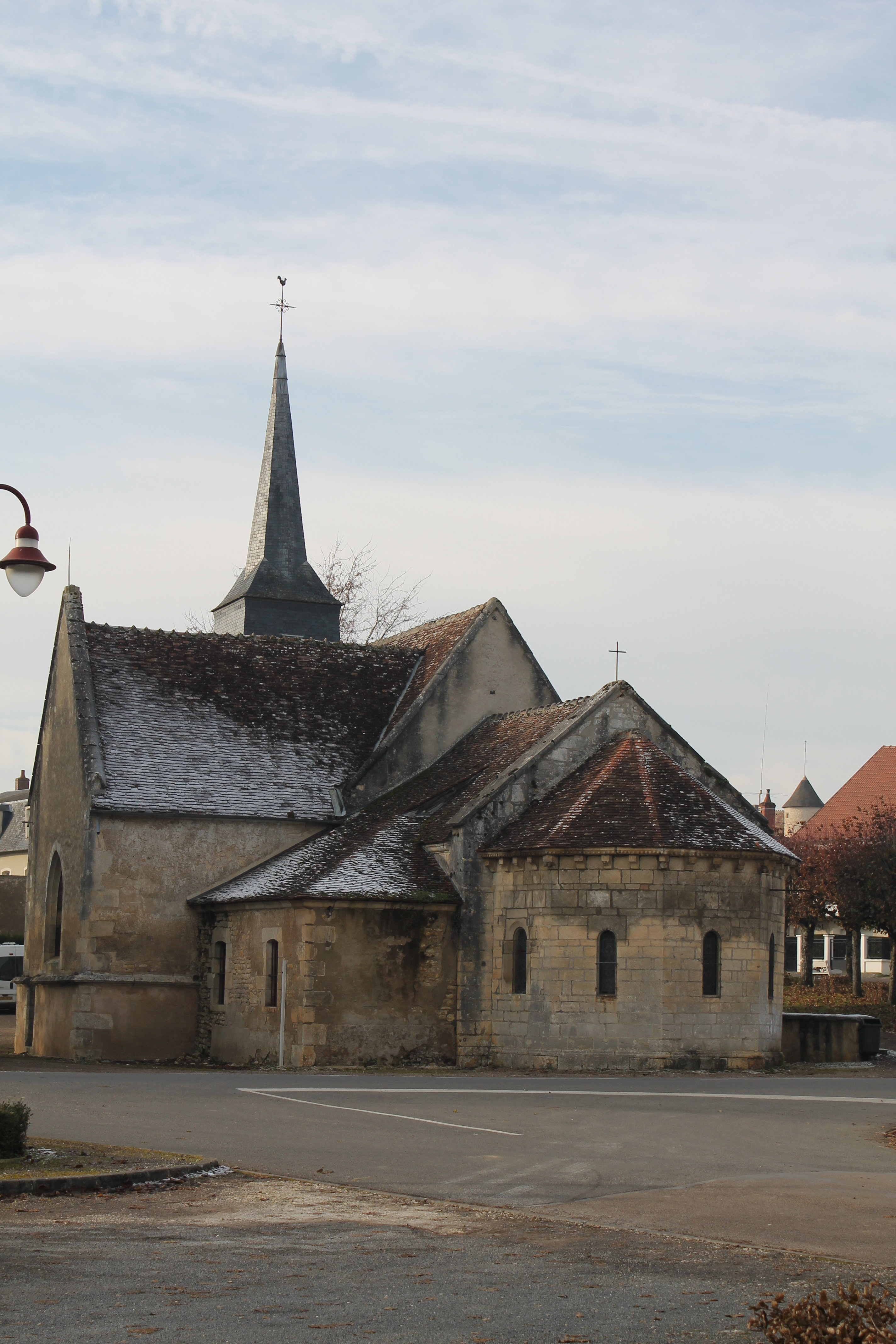
Kirche Saint-Martin

- Herrenhaus von Garchy